# Jerzy Michałowski (generał)
Jerzy Michałowski (ur. 28 stycznia 1956 w Łomży) – generał dywizji Wojska Polskiego w stanie spoczynku.

## Służba w wojsku
W latach 1974–1978 był słuchaczem Wyższej Szkoły Oficerskiej Wojsk Zmechanizowanych we Wrocławiu. Po ukończeniu szkoły przez siedem lata dowodził plutonem i kompanią w Ośrodku Szkolenia Wojsk Lądowych w Elblągu.
W 1990 roku został szefem sztabu 27 pułku zmechanizowanego w Braniewie. W 1993 roku objął stanowisko szefa sztabu 9 Brygady Kawalerii Pancernej. Rok później został szefem Wydziału Operacyjnego w sztabie 1 Dywizji Zmechanizowanej.
W latach 1996–2000 dowodził 1 Warszawską Brygadą Pancerną im. Tadeusza Kościuszki w Wesołej, a w latach 2004–2007 dowodził 2 Brygadą Zmechanizowaną Legionów im. Marszałka Józefa Piłsudskiego w Złocieńcu. W latach 2006–2007 dowodził 12 Szczecińską Dywizją Zmechanizowaną im. Bolesława Krzywoustego w Szczecinie. Do grudnia 2013 był szefem sztabu – zastępcą dowódcy Dowódcy Operacyjnego Sił Zbrojnych. Z dniem 1 stycznia 2014 roku został wyznaczony na stanowisko służbowe zastępcy dowódcy generalnego rodzajów sił zbrojnych. Z dniem 26 stycznia 2016 roku zakończył zawodową służbę wojskową i przeszedł w stan spoczynku.

## Wykształcenie wojskowe
- Wyższa Szkoła Oficerska Wojsk Zmechanizowanych we Wrocławiu (1978)
- Centrum Doskonalenia Oficerów w Warszawie (1984) - kurs dowódców batalionu
- Akademia Sztabu Generalnego (1988) – oficer dyplomowany,
- Akademia Obrony Narodowej (1992) – kurs kandydatów na dowódców pułków, (1996) – kurs przeszkolenia operacyjnego oficerów Wojsk Lądowych, (1999, 2003) – studia podyplomowe,
- Akademia Obrony NATO w Rzymie (2007) – kurs oficerów flagowych NATO.

## Awanse
- generał brygady - 15 sierpnia 2005 przez Prezydenta RP Aleksandra Kwaśniewskiego
- generał dywizji - 3 maja 2007 przez Prezydenta RP Lecha Kaczyńskiego

## Ordery i odznaczenia
- Krzyż Kawalerski Orderu Odrodzenia Polski (2012)[2]
- Wojskowy Krzyż Zasługi
- Złoty Krzyż Zasługi
- Srebrny Krzyż Zasługi
- Gwiazda Iraku
- Złoty Medal za Długoletnią Służbę
- Złoty Medal „Za zasługi dla obronności kraju”
- Złoty Medal „Siły Zbrojne w Służbie Ojczyzny”
- Srebrny Medal „Za zasługi dla obronności kraju”
- Srebrny Medal „Siły Zbrojne w Służbie Ojczyzny”
- Brązowy Medal „Za zasługi dla obronności kraju”
- Brązowy Medal „Siły Zbrojne w Służbie Ojczyzny”
- Medal Pamiątkowy Wielonarodowej Dywizji Centrum-Południe w Iraku
- Złoty Medal za Zasługi dla Policji (2010)